# Boa Vista do Sul
Boa Vista do Sul är en kommun i Brasilien.   Den ligger i delstaten Rio Grande do Sul, i den södra delen av landet, 1 600 km söder om huvudstaden Brasília. Antalet invånare är 2 778.
I omgivningarna runt Boa Vista do Sul växer i huvudsak städsegrön lövskog. Runt Boa Vista do Sul är det ganska glesbefolkat, med 32 invånare per kvadratkilometer.